# CEV Cup 2012–2013 (damer)
CEV Cup 2012-2013 för damer  utspelade sig mellan 23 oktober 2012 och 2 mars 2013. Det var den 41:e upplagan av CEV Cup och 36 lag från CEV:s medlemsförbund deltog. MKS Muszyna vann tävlingen för första gången genom att besegra  Fenerbahçe SK i finalen. Sanja Popović, Kroatien, utsågs till mest värdefulla spelare.

## Deltagande lag
| - TED Ankara Kolejliler SK - AEK - CS Știința Bacău - Azəryol VK - İqtisadçı VK - Béziers Volley - AZS Białystok - BKS Stal Bielsko-Biała - ŽOK Jedinstvo Brčko | - VK Královo Pole - SES Calais - Charleroi Volley - CSV 2004 Tomis Constanța - MKS Dąbrowa Górnicza - VK Uralochka-NTMK - Fenerbahçe SK - Asterix Kieldrecht - Volley Köniz | - ASKÖ Linz-Steg - Volyn Universitet Lutsk - OK Branik - MKS Muszyna - NUC Volleyball - OK Tent - VK Omitjka - VK UP Olomouc - River Volley | - ŽOK Rijeka - Minatori Rrëshen - LP Viesti Salo - Schwechat Post - Sliedrecht Sport - ŽOK Split 1700 - Rote Raben Vilsbiburg - VC Weert - VK Chimik |

## Sextondelsfinaler

### Match 1
| Datum    | Mellan                                        | Resultat | Set   | Set   | Set   | Set   | Set   | Poäng totalt | Speltid | Åskådare |
| Datum    | Mellan                                        | Resultat | 1     | 2     | 3     | 4     | 5     | Poäng totalt | Speltid | Åskådare |
| -------- | --------------------------------------------- | -------- | ----- | ----- | ----- | ----- | ----- | ------------ | ------- | -------- |
| 23-10-12 | İqtisadçı VK - Sliedrecht Sport               | 3 - 0    | 25:17 | 25:18 | 25:22 |       |       | 75 - 57      | 1h:11   | 1.500    |
| 23-10-12 | VK Chimik - Fenerbahçe SK                     | 1 - 3    | 25:19 | 11:25 | 22:25 | 22:25 |       | 80 - 94      | 1h:35   | 1.150    |
| 24-10-12 | ŽOK Jedinstvo Brčko - VK Omitjka              | 0 - 3    | 12:25 | 18:25 | 20:25 |       |       | 50 - 75      | 1h:13   | 1.000    |
| 24-10-12 | Rote Raben Vilsbiburg - Minatori Rrëshen      | 3 - 0    | 25:12 | 25:12 | 25:8  |       |       | 75 - 32      | 1h:01   | 805      |
| 24-10-12 | VK Královo Pole - BKS Stal Bielsko-Biała      | 1 - 3    | 20:25 | 9:25  | 26:24 | 23:25 |       | 78 - 99      | 1h:41   | 350      |
| 24-10-12 | AZS Białystok - Schwechat Post                | 3 - 1    | 16:25 | 27:25 | 25:22 | 25:19 |       | 93 - 91      | 1h:54   | 600      |
| 24-10-12 | LP Viesti Salo - Béziers Volley               | 3 - 2    | 25:21 | 22:25 | 18:25 | 25:21 | 15:10 | 105 - 102    | 2h:06   | 469      |
| 24-10-12 | TED Ankara Kolejliler SK - Asterix Kieldrecht | 3 - 2    | 25:23 | 28:26 | 19:25 | 19:25 | 15:11 | 106 - 110    | 2h:03   | 300      |
| 24-10-12 | OK Tent - ASKÖ Linz-Steg                      | 3 - 1    | 25:13 | 19:25 | 25:22 | 27:25 |       | 96 - 85      | 1h:36   | 700      |
| 24-10-12 | Volley Köniz - ŽOK Rijeka                     | 3 - 0    | 25:11 | 25:23 | 25:15 |       |       | 75 - 49      | 1h:08   | 550      |
| 24-10-12 | AEK - SES Calais                              | 3 - 2    | 20:25 | 25:19 | 23:25 | 25:12 | 15:10 | 108 - 91     | 1h:59   | 600      |
| 24-10-12 | Volyn Universitet Lutsk - River Volley        | 3 - 2    | 17:25 | 25:21 | 17:25 | 25:21 | 15:13 | 99 - 105     | 1h:46   | -        |
| 25-10-12 | Azəryol VK - OK Branik                        | 3 - 0    | 25:22 | 25:22 | 28:26 |       |       | 78 - 70      | 1h:29   | 1.000    |
| 25-10-12 | VK UP Olomouc - Charleroi Volley              | 3 - 0    | 25:15 | 25:22 | 25:18 |       |       | 75 - 55      | 1h:12   | 400      |
| 25-10-12 | NUC Volleyball - VC Weert                     | 3 - 1    | 25:21 | 25:21 | 16:25 | 25:19 |       | 91 - 86      | 1h:45   | 1.125    |
| 25-10-12 | ŽOK Split 1700 - CS Știința Bacău             | 0 - 3    | 7:25  | 17:25 | 10:25 |       |       | 34 - 75      | 0h:56   | 100      |

### Match 2
| Datum    | Mellan                                        | Resultat | Set   | Set   | Set   | Set   | Set   | Poäng totalt | Speltid | Åskådare |
| Datum    | Mellan                                        | Resultat | 1     | 2     | 3     | 4     | 5     | Poäng totalt | Speltid | Åskådare |
| -------- | --------------------------------------------- | -------- | ----- | ----- | ----- | ----- | ----- | ------------ | ------- | -------- |
| 30-10-12 | Sliedrecht Sport - İqtisadçı VK               | 0 - 3    | 12:25 | 21:25 | 20:25 |       |       | 53 - 75      | 1h:08   | 978      |
| 30-10-12 | BKS Stal Bielsko-Biała - VK Královo Pole      | 3 - 1    | 25:17 | 22:25 | 25:17 | 25:12 |       | 97 - 71      | 1h:37   | 550      |
| 30-10-12 | Schwechat Post - AZS Białystok                | 3 - 0    | 25:20 | 25:19 | 25:23 |       |       | 75 - 62      | 1h:16   | 200      |
| 31-10-12 | Minatori Rrëshen - Rote Raben Vilsbiburg      | 0 - 3    | 10:25 | 7:25  | 6:25  |       |       | 23:75        | 0h:58   | 350      |
| 31-10-12 | OK Branik - Azəryol VK                        | 3 - 1    | 25:23 | 21:25 | 25:17 | 25:23 |       | 96 - 88      | 2h:05   | 350      |
| 31-10-12 | Charleroi Volley - VK UP Olomouc              | 3 - 1    | 25:19 | 26:24 | 17:25 | 25:22 |       | 93 - 90      | 2h:01   | 450      |
| 31-10-12 | Béziers Volley - LP Viesti Salo               | 3 - 0    | 25:15 | 25:16 | 25:16 |       |       | 75 - 47      | 1h:32   | 980      |
| 31-10-12 | VC Weert - NUC Volleyball                     | 2 - 3    | 27:29 | 25:17 | 23:25 | 25:21 | 13:15 | 113 - 107    | 2h:16   | 350      |
| 31-10-12 | CS Știința Bacău - ŽOK Split 1700             | 3 - 0    | 25:7  | 25:11 | 25:7  |       |       | 75 - 25      | 0h:49   | 300      |
| 31-10-12 | ŽOK Rijeka - Volley Köniz                     | 1 - 3    | 18:25 | 20:25 | 25:14 | 21:25 |       | 84 - 89      | 1h:36   | 350      |
| 31-10-12 | SES Calais - AEK                              | 3 - 2    | 23:25 | 20:25 | 29:27 | 25:22 | 15:13 | 112 - 112    | 2h:16   | 800      |
| 31-10-12 | River Volley - Volyn Universitet Lutsk        | 3 - 0    | 25:20 | 25:15 | 25:16 |       |       | 75 - 51      | 1h:20   | 2.884    |
| 01-11-12 | VK Omitjka - ŽOK Jedinstvo Brčko              | 3 - 0    | 25:8  | 25:20 | 25:17 |       |       | 75 - 45      | 1h:01   | 1.600    |
| 01-11-12 | Fenerbahçe SK - VK Chimik                     | 2 - 3    | 25:17 | 22:25 | 25:19 | 21:25 | 13:15 | 106 - 101    | 2h:12   | 1.200    |
| 01-11-12 | Asterix Kieldrecht - TED Ankara Kolejliler SK | 3 - 0    | 25:16 | 25:9  | 25:13 |       |       | 75 - 38      | 1h:19   | 300      |
| 01-11-12 | ASKÖ Linz-Steg - OK Tent                      | 3 - 2    | 25:20 | 26:24 | 22:25 | 24:26 | 15:9  | 112 - 104    | 2h:14   | 200      |

### Kvalificerade lag
| - CS Știința Bacău - Azəryol VK - İqtisadçı VK - Béziers Volley - BKS Stal Bielsko-Biała - SES Calais - Charleroi Volley - Fenerbahçe SK | - Asterix Kieldrecht - Volley Köniz - ASKÖ Linz-Steg - Volyn Universitet Lutsk - NUC Volleyball - VK Omitjka - Schwechat Post - Rote Raben Vilsbiburg |

## Åttondelsfinaler

### Match 1
| Datum    | Mellan                                    | Resultat | Set   | Set   | Set   | Set   | Set   | Poäng totalt | Speltid | Åskådare |
| Datum    | Mellan                                    | Resultat | 1     | 2     | 3     | 4     | 5     | Poäng totalt | Speltid | Åskådare |
| -------- | ----------------------------------------- | -------- | ----- | ----- | ----- | ----- | ----- | ------------ | ------- | -------- |
| 13-11-12 | İqtisadçı VK - VK Omitjka                 | 3 - 1    | 22:25 | 25:11 | 25:20 | 25:17 |       | 97 - 73      | 1h:30   | 1.000    |
| 13-11-12 | ASKÖ Linz-Steg - NUC Volleyball           | 3 - 2    | 26:24 | 24:26 | 25:23 | 23:25 | 19:17 | 117 - 115    | 2h:29   | 200      |
| 14-11-12 | Rote Raben Vilsbiburg - Azəryol VK        | 3 - 1    | 25:15 | 22:25 | 25:23 | 25:15 |       | 97 - 78      | 1h:36   | 807      |
| 14-11-12 | Béziers Volley - Schwechat Post           | 3 - 1    | 25:18 | 20:25 | 25:20 | 25:13 |       | 95 - 76      | 1h:49   | 800      |
| 14-11-12 | Volley Köniz - CS Știința Bacău           | 2 - 3    | 25:18 | 25:19 | 18:25 | 16:25 | 17:19 | 101 - 106    | 2h:04   | 520      |
| 14-11-12 | Volyn Universitet Lutsk - SES Calais      | 3 - 0    | 25:11 | 25:13 | 28:26 |       |       | 78 - 50      | 1h:06   | 1.600    |
| 15-11-12 | Charleroi Volley - BKS Stal Bielsko-Biała | 0 - 3    | 13:25 | 24:26 | 19:25 |       |       | 56 - 76      | 1h:18   | 800      |
| 15-11-12 | Asterix Kieldrecht - Fenerbahçe SK        | 0 - 3    | 17:25 | 19:25 | 21:25 |       |       | 57 - 75      | 1h:13   | 750      |

### Match 2
| Datum    | Mellan                                    | Resultat | Set   | Set   | Set   | Set   | Set   | Poäng totalt | Speltid | Åskådare |
| Datum    | Mellan                                    | Resultat | 1     | 2     | 3     | 4     | 5     | Poäng totalt | Speltid | Åskådare |
| -------- | ----------------------------------------- | -------- | ----- | ----- | ----- | ----- | ----- | ------------ | ------- | -------- |
| 20-11-12 | Azəryol VK - Rote Raben Vilsbiburg        | 3 - 2    | 21:25 | 25:18 | 25:20 | 16:25 | 15:7  | 102 - 95     | 2h:11   | 600      |
| 20-11-12 | Schwechat Post - Béziers Volley           | 2 - 3    | 29:27 | 17:25 | 25:18 | 15:25 | 12:15 | 98 - 110     | 2h:02   | 300      |
| 20-11-12 | CS Știința Bacău - Volley Köniz           | 3 - 2    | 16:25 | 25:11 | 20:25 | 25:10 | 15:11 | 101 - 82     | 1h:43   | 700      |
| 21-11-12 | VK Omitjka - İqtisadçı VK                 | 3 - 1    | 25:16 | 25:18 | 20:25 | 25:13 |       | 95 - 72      | 1h:56   | 1.200    |
| 21-11-12 | BKS Stal Bielsko-Biała - Charleroi Volley | 3 - 0    | 25:15 | 25:14 | 25:20 |       |       | 75 - 49      | 1h:07   | 600      |
| 21-11-12 | Fenerbahçe SK - Asterix Kieldrecht        | 3 - 0    | 25:10 | 25:17 | 25:15 |       |       | 75 - 42      | 1h:05   | 900      |
| 22-11-12 | NUC Volleyball - ASKÖ Linz-Steg           | 2 - 3    | 25:13 | 19:25 | 25:18 | 23:25 | 15:17 | 107 - 98     | 2h:07   | 1.425    |
| 22-11-12 | SES Calais - Volyn Universitet Lutsk      | 3 - 1    | 25:14 | 25:23 | 11:25 | 25:13 |       | 86 - 75      | 1h:51   | 350      |

### Kvalificerade lag
| - CS Știința Bacău - Azəryol VK - Béziers Volley - BKS Stal Bielsko-Biała - SES Calais - Fenerbahçe SK - ASKÖ Linz-Steg - VK Omitjka |

## Kvartsfinaler

### Match 1
| Datum    | Mellan                                  | Resultat | Set   | Set   | Set   | Set   | Set | Poäng totalt | Speltid | Åskådare |
| Datum    | Mellan                                  | Resultat | 1     | 2     | 3     | 4     | 5   | Poäng totalt | Speltid | Åskådare |
| -------- | --------------------------------------- | -------- | ----- | ----- | ----- | ----- | --- | ------------ | ------- | -------- |
| 04-12-12 | ASKÖ Linz-Steg - Fenerbahçe SK          | 0 - 3    | 16:25 | 26:28 | 14:25 |       |     | 56 - 78      | 1h:51   | 500      |
| 05-12-12 | BKS Stal Bielsko-Biała - Béziers Volley | 3 - 1    | 25:20 | 25:27 | 25:16 | 25:20 |     | 100 - 83     | 1h:41   | -        |
| 05-12-12 | SES Calais - CS Știința Bacău           | 3 - 0    | 25:21 | 25:13 | 25:19 |       |     | 75 - 53      | 1h:10   | -        |
| 06-12-12 | VK Omitjka - Azəryol VK                 | 3 - 1    | 25:17 | 20:25 | 25:20 | 25:12 |     | 95 - 74      | 1h:33   | 1.500    |

### Match 2
| Datum    | Mellan                                  | Resultat | Set   | Set   | Set   | Set   | Set | Poäng totalt | Speltid | Åskådare |
| Datum    | Mellan                                  | Resultat | 1     | 2     | 3     | 4     | 5   | Poäng totalt | Speltid | Åskådare |
| -------- | --------------------------------------- | -------- | ----- | ----- | ----- | ----- | --- | ------------ | ------- | -------- |
| 11-12-12 | Béziers Volley - BKS Stal Bielsko-Biała | 0 - 3    | 15:25 | 19:25 | 20:25 |       |     | 54 - 75      | 1h:18   | 1.010    |
| 11-12-12 | Fenerbahçe SK - ASKÖ Linz-Steg          | 3 - 0    | 25:17 | 25:18 | 25:7  |       |     | 75 - 42      | 0h:59   | 1.020    |
| 12-12-12 | CS Știința Bacău - SES Calais           | 1 - 3    | 25:16 | 21:25 | 26:28 | 23:25 |     | 95 - 94      | 1h:37   | 350      |
| 12-12-12 | Azəryol VK - VK Omitjka                 | 1 - 3    | 20:25 | 20:25 | 25:23 | 13:25 |     | 78 - 98      | 1h:47   | 300      |

### Kvalificerade lag
| - BKS Stal Bielsko-Biała - SES Calais - Fenerbahçe SK - VK Omitjka |

## Challenge Round

### Match 1
| Datum    | Mellan                                | Resultat | Set   | Set   | Set   | Set   | Set | Poäng totalt | Speltid | Åskådare |
| Datum    | Mellan                                | Resultat | 1     | 2     | 3     | 4     | 5   | Poäng totalt | Speltid | Åskådare |
| -------- | ------------------------------------- | -------- | ----- | ----- | ----- | ----- | --- | ------------ | ------- | -------- |
| 15-01-13 | CSV 2004 Tomis Constanța - VK Omitjka | 1 - 3    | 23:25 | 18.25 | 26:24 | 13:25 |     | 80 - 99      | 1h:34   | 400      |
| 15-01-13 | Fenerbahçe SK - MKS Dąbrowa Górnicza  | 3 - 0    | 25:20 | 25:16 | 25:11 |       |     | 75 - 47      | 1h:10   | 1.230    |
| 15-01-13 | SES Calais - VK Uralochka-NTMK        | 1 - 3    | 25:27 | 27:25 | 23:25 | 27:29 |     | 102 - 106    | 1h:49   | 500      |
| 16-01-13 | MKS Muszyna - BKS Stal Bielsko-Biała  | 3 - 1    | 25:21 | 25:16 | 23:25 | 25:16 |     | 98 - 78      | 1h:35   | 800      |

### Match 2
| Datum    | Mellan                                | Resultat | Set   | Set   | Set   | Set   | Set | Poäng totalt | Speltid | Åskådare |
| Datum    | Mellan                                | Resultat | 1     | 2     | 3     | 4     | 5   | Poäng totalt | Speltid | Åskådare |
| -------- | ------------------------------------- | -------- | ----- | ----- | ----- | ----- | --- | ------------ | ------- | -------- |
| 22-01-13 | VK Uralochka-NTMK - SES Calais        | 3 - 0    | 25:10 | 25:17 | 26:24 |       |     | 76 - 51      | 1h:05   | 1.000    |
| 23-01-13 | VK Omitjka - CSV 2004 Tomis Constanța | 3 - 0    | 25:17 | 25:13 | 25:23 |       |     | 75 - 53      | 1h:05   | 2.300    |
| 23-01-13 | BKS Stal Bielsko-Biała - MKS Muszyna  | 0 - 3    | 23:25 | 12:25 | 23:25 |       |     | 58 - 75      | 1h:16   | 800      |
| 23-01-13 | MKS Dąbrowa Górnicza - Fenerbahçe SK  | 1 - 3    | 21:25 | 25:21 | 19:25 | 20:25 |     | 85 - 96      | 1h:39   | 1.250    |

### Kvalificerade lag
| - VK Uralochka-NTMK - Fenerbahçe SK - MKS Muszyna - VK Omitjka |

## Semifinaler

### Match 1
| Datum    | Mellan                            | Resultat | Set   | Set   | Set   | Set   | Set   | Poäng totalt | Speltid | Åskådare |
| Datum    | Mellan                            | Resultat | 1     | 2     | 3     | 4     | 5     | Poäng totalt | Speltid | Åskådare |
| -------- | --------------------------------- | -------- | ----- | ----- | ----- | ----- | ----- | ------------ | ------- | -------- |
| 06-02-13 | Fenerbahçe SK - VK Uralochka-NTMK | 3 - 0    | 25:18 | 27:25 | 25:23 |       |       | 77 - 66      | 1h:16   | 1.407    |
| 07-02-13 | VK Omitjka - MKS Muszyna          | 2 - 3    | 25:21 | 19:25 | 27:25 | 24:26 | 12:15 | 107 - 112    | 1h:56   | 3.200    |

### Match 2
| Datum    | Mellan                            | Resultat | Set   | Set   | Set   | Set | Set | Poäng totalt | Speltid | Åskådare |
| Datum    | Mellan                            | Resultat | 1     | 2     | 3     | 4   | 5   | Poäng totalt | Speltid | Åskådare |
| -------- | --------------------------------- | -------- | ----- | ----- | ----- | --- | --- | ------------ | ------- | -------- |
| 12-02-13 | VK Uralochka-NTMK - Fenerbahçe SK | 3 - 0    | 25:15 | 25:20 | 25:21 |     |     | 75 - 56      | 1h:24   | 3.000    |
| 14-02-13 | MKS Muszyna - VK Omitjka          | 3 - 0    | 25:22 | 25:19 | 25:17 |     |     | 75 - 58      | 1h:16   | 1.000    |

### Kvalificerade lag
| - Fenerbahçe SK - MKS Muszyna |

## Final

### Match 1
| Datum    | Mellan                      | Resultat | Set   | Set   | Set   | Set   | Set   | Poäng totalt | Speltid | Åskådare |
| Datum    | Mellan                      | Resultat | 1     | 2     | 3     | 4     | 5     | Poäng totalt | Speltid | Åskådare |
| -------- | --------------------------- | -------- | ----- | ----- | ----- | ----- | ----- | ------------ | ------- | -------- |
| 27-02-13 | MKS Muszyna - Fenerbahçe SK | 3 - 2    | 26:24 | 26:24 | 19:25 | 23:25 | 15:11 | 109 - 109    | 2h:07   | 1.100    |

### Match 2
| Datum    | Mellan                      | Resultat | Set   | Set   | Set   | Set   | Set   | Poäng totalt | Speltid | Åskådare |
| Datum    | Mellan                      | Resultat | 1     | 2     | 3     | 4     | 5     | Poäng totalt | Speltid | Åskådare |
| -------- | --------------------------- | -------- | ----- | ----- | ----- | ----- | ----- | ------------ | ------- | -------- |
| 02-03-13 | Fenerbahçe SK - MKS Muszyna | 2 - 3    | 18:25 | 25:19 | 15:25 | 25:22 | 11:15 | 94 - 106     | 1h:59   | 5.700    |

### Mästare
MKS Muszyna